# Estero Yali
El estero Yali es un curso natural de agua que nace en la región Metropolitana y continua por la región de Valparaíso, comuna de Santo Domingo (Chile). Es el cuerpo de agua más extenso y con mayor caudal que se encuentra entre el río Maipo por el norte y el río Rapel por el sur. El estero El Yali, forma parte del humedal del mismo nombre y su desembocadura se emplaza en el límite sur de la reserva nacional El Yali. 
En el inventario de cuencas de Chile pertenece al ítem administrativo número 058 "Cuencas costeras entre Maipo y Rapel", que incluye también a otras cuencas hidrográficas independientes como la del estero Maitenlahue, estero Tricao, estero El Peuco, etc.
Este curso de agua es llamado estero de Yalí por Luis Risopatrón, que también lo nombra río de Yali o Jali en su Diccionario Jeográfico de Chile.

## Ubicación
El estero Yali sirve de salida a una cuenca de una superficie de 2727 km², rodeada de altos cerros graníticos de la Cordillera de la Costa. El Yali desemboca directamente al océano Pacífico. Al sur del estero, las planicies litorales presentan gran extensión  propiciando la formación de dunas.
Los macizos graníticos que rodean la cuenca del Yali son altos y por ende, el paisaje del valle es de ensenadas dilatadas, piedmont profundos y coluvios más desarrollados. El estero Yali ha depositado arenas y sedimentos graníticos en gran cantidad y existen huellas de numerosos cambios de cursos del estero. En los sectores de las ramas norte y te del valle se encuentran sedimentos arcillosos de origen lacustre que descansan sobre sedimentos graníticos gruesos, compactados.

## Caudal y régimen
El estero tiene un régimen pluvial de aporte de agua muy variable que aumenta considerablemente en invierno.: 352 

Cudales de oferta hídrica para año normal (50%) y seco (85%) a nivel de subcuenca (m³/s)

| Probabilidad | abril | mayo | junio | julio | agosto | septiembre | octubre | noviembre | diciembre | enero | febrero | marzo | anual |
| 50%          | 0,3   | 2,5  | 8,6   | 14,8  | 15,8   | 10,9       | 6,2     | 3,2       | 1,6       | 0,8   | 0,4     | 0,3   | 5,7   |
| 85%          | 0,1   | 0,0  | 0,1   | 5,0   | 7,1    | 4,8        | 2,1     | 1,1       | 0,6       | 0,2   | 0,1     | 0,1   | 2,5   |

## Suelos
El estero del Yali no forma un valle propiamente tal sino que es el desagüe natural de una cuenca originalmente cerrada y que tuvo una formación de tipo lacustre en la parte más baja de ella. Los suelos de los piedmont son de pendientes suaves, texturas medias o moderadamente gruesas, bien drenados y paulatinamente se van transformando en suelos planos, de texturas moderadamente finas a finas, moderadamente profundos y moderadamente bien drenados a imperfectamente drenados, con problemas bastante serios durante el período invernal ya que se forman niveles freáticos colgados por 3 a 5 días, próximos a la superficie. Todos los materiales son de origen granítico y los suelos muestran una ligera evolución. El color de los suelos se encuentra muy relacionado con los materiales generadores y los fenómenos de oxidación e hidratación del hierro se aprecian muy claramente en función de las características de drenaje dentro de las catenas.

## Historia
Francisco Solano Asta-Buruaga y Cienfuegos escribió en 1899 en su obra póstuma Diccionario Geográfico de la República de Chile sobre el curso de agua:
Yali.-—Riachuelo del departamento de Melipilla en la sección de la costa al S. del río Maipo. Tiene origen en la vertiente occidental de las sierras medianas próximas al E. de la aldea de San Pedro de Bucalemu, corre hacia el O. por junto á ésta y va á morir cerca de la playa del Pacífico á unos nueve kilómetros al S. de dicho río. Su curso es de unos 50 kilómetros y de poco caudal. Á su término se rebalsa y forma las extensas vegas de la laguna de Bucalemu de este departamento. El nombre significa mosquito, cínife ó zancudo.
Luis Risopatrón lo describe en su Diccionario Jeográfico de Chile (1924) sobre el estero:: 111 
Yali (Estero de). Es de poco caudal, corre hacia el W en una gran caja i rebalsa en las lagunas de las Salinas, que desagua al mar en la playa de Santo Domingo. 156; i riachuelo en 155, p. 894; rio de Yalí en 62, ii, p. 157; i Jali en 66, p. 263 (Pissis, 1875).